# Itarantim (ort)
Itarantim är en ort i Brasilien.   Den ligger i kommunen Itarantim och delstaten Bahia, i den östra delen av landet, 800 km öster om huvudstaden Brasília. Itarantim ligger 255 meter över havet och antalet invånare är 12 369.
Terrängen runt Itarantim är kuperad åt nordväst, men åt sydost är den platt. Runt Itarantim är det mycket glesbefolkat, med 2 invånare per kvadratkilometer..
Omgivningarna runt Itarantim är huvudsakligen savann.